# تجربة فيلادلفيا الثانية
تجربة فيلادلفيا الثانية (المعروفة أيضا باسم تجربة فيلادلفيا II، أو تجربة فيلادلفيا الثانية، أو تجربة فيلادلفيا 2) هو فيلم الخيال العلمي عام 1993. هو تكملة لفيلم 1984 تجربة فيلادلفيا ، ولكن لديه نفس طاقم الممثلين أو الطاقم يشمل اثنان فقط بنفس الأحرف. من النجوم براد جونسون مثل ديفيد هبردج (بطل الفيلم الأول) وجيريت غراهام في دور الشرير الذي يلقى نهاية غير متوقعة.

## الحبكة
بعد تسعة سنوات من أحداث الفيلم الأول، وديفيد هيردج (الناجي من تجربة فيلادلفيا) وأليسون (امرأة من فبلم 1984) متزوجة ولديها طفل. يوم واحد ديفيد يستيقظ في شجن، بسبب عالم متغير الذي شهد فوز ألمانيا النازية بعد الحرب العالمية الثانية والولايات المتحدة على وشك مرور 50 عاما من الغزو النازي. أمريكا تحت الحكم الاستبدادي، مع مواطنيها على قيد الحياة في ظل الديكتاتورية القمعية.
في هذا الإطار الزمني البديل، فازت ألمانيا بالحرب لأنه كانت طائرة مستقبلية تسمى فينيكس ، تقوم بإسقاط قنبلة ذرية، تدمر واشنطن، DC، والأهداف الرئيسية الأخرى على الساحل الشرقي. أصبحت الولايات المتحدة منخفضة الروح المعنوية واستسلت في نهاية المطاف إلى ألمانيا النازية. تم تدمير فينيكس في الانفجار وقتل فريدريش ماهلر، والعلماء الذين تبنوا مسؤولية بناءها، لأنه لم يتمكن من إعادة إنتاج «تصميم ناجح».
وكانت الطائرة في الواقع الشبح إف - 117 نايت هوك - أرسلت إلى زمن سابق في تجربة. ابن ماهلر، والمهندس ويليام ميلر، كانا يعملان على نظام تيليبورتاشن باستخدام تقنية مشابهة لتجربة فيلادلفيا. وكان المقصود هو إرسال «شعاع» مفجر إلى منطقة عالية المخاطر لمفاجأة الدفاعات الجوية للعدو والهجوم والهرب قبل أن يتمكنوا من الرد.
وكان أول اختبار للجهاز هو نقل إف - 117 مع حمولة من الأسلحة النووية إلى قاعدة رامشتاين الجوية في ألمانيا. وبينما إنتقلت الطائرة أي تيليبورتيد بنجاح إلى رامشتاين، تم نقلها أيضا عبر الزمن، لتصل في عام 1943 زمن ألمانيا النازية (مصير الطيار الأمريكي غير معروف). ماهلر يجده ويقول النازيين أنه هذا الشئ من اختراعه.
ولأن دم ديفيد هيردج يعد فريدا، فقد تم تجنيده من قبل ميلر للسفر عبر الزمن الذي نم بنجاح ومنع أي تغيير في الجدول الزمني. وتم إعداد هيردج إلى الليلة التي سبقت إطلاق F-117 لمهاجمة واشنطن، وقد تم (طلاؤها الآن بألوان سلاح الجو الألماني (الرايخ الثالث)) وبنجاح تم تدمير الطائرة. وقتل ماهلر وتم مسح ابنه، ميلر، من الجدول الزمني. فلم تتم ولادته أبدا، ونشأت مفارقة أدت إلى محو مشروع تيليبورتيشن الطائرات من الوجود ويعيد الجدول الزمني إلى وضعه الطبيعي.

## طاقم التمثيل
- براد جونسون في دور داود هيردج
- مارجين هولدن في دور جيس
- جيريت غراهام في دور الدكتور ويليام ميلر / الدكتور فريدريك ماهلر
- سيريل أورايلي في دور ديكر
- جيفري بليك كما لوجان
- جون كريستيان غراس في دور بنيامين هيردج
- ليزا روبنز كما سكوتش
- ديفيد ويلز في دور بنسترايبس
- لاري الأرز هانك المراقب
- آل بوغليس مدربا للفريق
- جيمس غرين كأستاذ ونغستريت

## روابط خارجية
- تجربة فيلادلفيا الثانية على موقع IMDb (الإنجليزية)
- تجربة فيلادلفيا الثانية على موقع روتن توميتوز (الإنجليزية)
- تجربة فيلادلفيا الثانية على موقع نتفليكس (الإنجليزية)
- تجربة فيلادلفيا الثانية على موقع ألو سيني (الفرنسية)
- تجربة فيلادلفيا الثانية على موقع Turner Classic Movies (الإنجليزية)
- تجربة فيلادلفيا الثانية على موقع أول موفي (الإنجليزية)
- تجربة فيلادلفيا الثانية على موقع بوكس أوفيس موجو (الإنجليزية)
- تجربة فيلادلفيا الثانية على موقع فيلمافينيتي (الإسبانية)
- تجربة فيلادلفيا الثانية على موقع قاعدة بيانات الفيلم (الإنجليزية)
- تجربة فيلادلفيا الثانية على موقع ليتربوكسد (الإنجليزية)